# Lac Salamandre (rivière Broadback)
Pour les articles homonymes, voir Salamandre.
Le lac Salamandre est un plan d'eau douce de la municipalité de Eeyou Istchee Baie-James (municipalité), dans la région administrative du Nord-du-Québec, au Québec, au Canada. La partie Nord du lac est traversé vers l’Ouest par la rivière Broadback.
La foresterie constitue la principale activité économique du secteur. Les activités  récréotouristiques arrivent en second, grâce à un plan d’eau navigable en amont incluant la rivière Broadback et la rivière Nipukatasi.
La partie Sud du bassin versant du lac Salamandre est accessible grâce à une route forestière (sens Est-Ouest) venant de l’Ouest et reliant la route principale allant vers le Nord.
La surface du lac Salamandre est habituellement gelée du début novembre à la mi-mai, toutefois la circulation sécuritaire sur la glace se fait généralement de la mi-novembre à la mi-avril.

## Géographie
Le lac Salamandre fait partie d’un ensemble de lacs dans le même secteur, qui sont formés en longueur, plus ou moins en parallèle les uns et les autres, du côté Est dont le lac Quénonisca, le lac Rocher traversé par la rivière Nipukatasi et le lac Amisquioumisca (côté Est). Tandis que du côté Ouest, le plan d’eau majeur est le lac Evans.
Le lac Salamandre comporte une longueur de 14,9 km, une largeur de 2,9 km, une altitude de 265 km et une superficie de km2. Le lac Salamandre est surtout alimenté par des ruisseaux forestiers. Les zones environnant le lac ont une topographie généralement nivelée.
L’embouchure du lac Salamandre est situé à :
- 12,9 km au Sud de l’embouchure de la rivière Salamandre (confluence avec la rivière Broadback) ;
- 44,8 km au Sud-Est de l’embouchure du lac Evans lequel est traversé par la rivière Broadback ;
- 175,7 km à l’Est de l’embouchure de la rivière Broadback ;
- 125 km au Nord-Est du centre-ville de Matagami ;
- 178,4 km à l’Ouest du centre-ville de Chibougamau[1].

La rivière Salamandre (longueur : 47,3 constitue l’émissaire du lac Salamandre. Cette rivière se déverse sur la rive Sud de la rivière Broadback. De là, le courant se dirige vers l’Ouest en coulant par la rivière Broadback sur 15,3 km jusqu’à la rive Est de la Baie du Corbeau qui constitue une extension du lac Evans.

## Géologie
La "Suite intrusive de Rocher-Salamandre" comprend l’Intrusion de Whitefish (nAwf) qui affleure principalement entre les lacs Salamandre et Rocher (feuillets SNRC 32K09 et 32K10), l’Intrusion de Rocher (nAlrc) et une autre petite intrusion de péridotite de moins de 1,5 km de diamètre qui coupe les paragneiss du "Complexe de Rocher" (nAroc) et les gneiss migmatitiques du "Complexe de la Bétulaie" (nAbtu) dans la région du lac Rocher (feuillet SNRC 32K09).
Cette unité a été initialement décrite comme le « Massif du secteur Rocher-Kenonisca » par Franconi (1974) dans son rapport sur la cartographie de la moitié ouest de la bande volcano-sédimentaire de Frotet-Evans. Elle a été renommée « Suite intrusive de Rocher-Salamandre » par Brisson et al. (1998) lors de la cartographie de la région du lac Rocher (feuillet SNRC 32K09). L’ajout de l’Intrusion de Whitefish (nAwf) et de l’Intrusion de Rocher (nAlrc) comme lithodèmes dans la Suite intrusive de Rocher-Salamandre est proposé à la suite des travaux de terrain et de compilation de Leclerc et Caron-Côté (2017).

## Toponymie
Jadis, ce plan d’eau était désigné « Big Whitefis Lake » ou la version française « Lac Poisson Blanc ».
Le toponyme lac Salamandre a été officialisé le 5 décembre 1968 à la Commission de toponymie du Québec, soit à la création de cette commission.